# Kehrenkopf
Der Kehrenkopf – alternativ Kehrkopf genannt – ist ein 529,7 Meter hoher Berg.

## Geographie

### Lage
Der Berg liegt nördlich der Stadt Annweiler am Trifels, wobei die Westflanke zur Ortsgemeinde Rinnthal gehört, die Südostflanke zu Annweiler und die Nordostflanke zu Eußerthal. Benachbarte Berge sind im Süden der Große Adelberg (567,4 m) und der Schinderkopf (493,3 m). An seinem Ostfuß entspringt der Hahnenbach und an seiner Nordflanke das Langenbächel.

### Naturräumliche Zuordnung
- Großregion 1. Ordnung: Schichtstufenland beiderseits des Oberrheingrabens
- Großregion 2. Ordnung: Pfälzisch-Saarländisches Schichtstufenland
- Großregion 3. Ordnung: Pfälzerwald
- Region 4. Ordnung (Haupteinheit): Mittlerer Pfälzerwald
- Region 5. Ordnung: innere Waldgebiete

## Kultur
An seinem Südwesthang befindet sich der Ritterstein 184, der die Bezeichnung „Grimmeisenpfad“. trägt. Letzterer wurde nach dem in Annweiler geborenen Kletterer Albert Grimmeisen benannt, der 1908 während einer Tour tödlich verunglückte.

## Tourismus
Über den Berg verlaufen der Fernwanderweg Staudernheim–Soultz-sous-Forêts sowie solcher mit einem grün-blauen Balken gekennzeichnet ist und verläuft von Göllheim bis nach Eppenbrunn. Ein weiterer Wanderweg ist mit einem weiß-blauen Balken markiert und führt von Bad Münster am Stein bis nach Sankt Germanshof.